# Langhuis (Friesland)

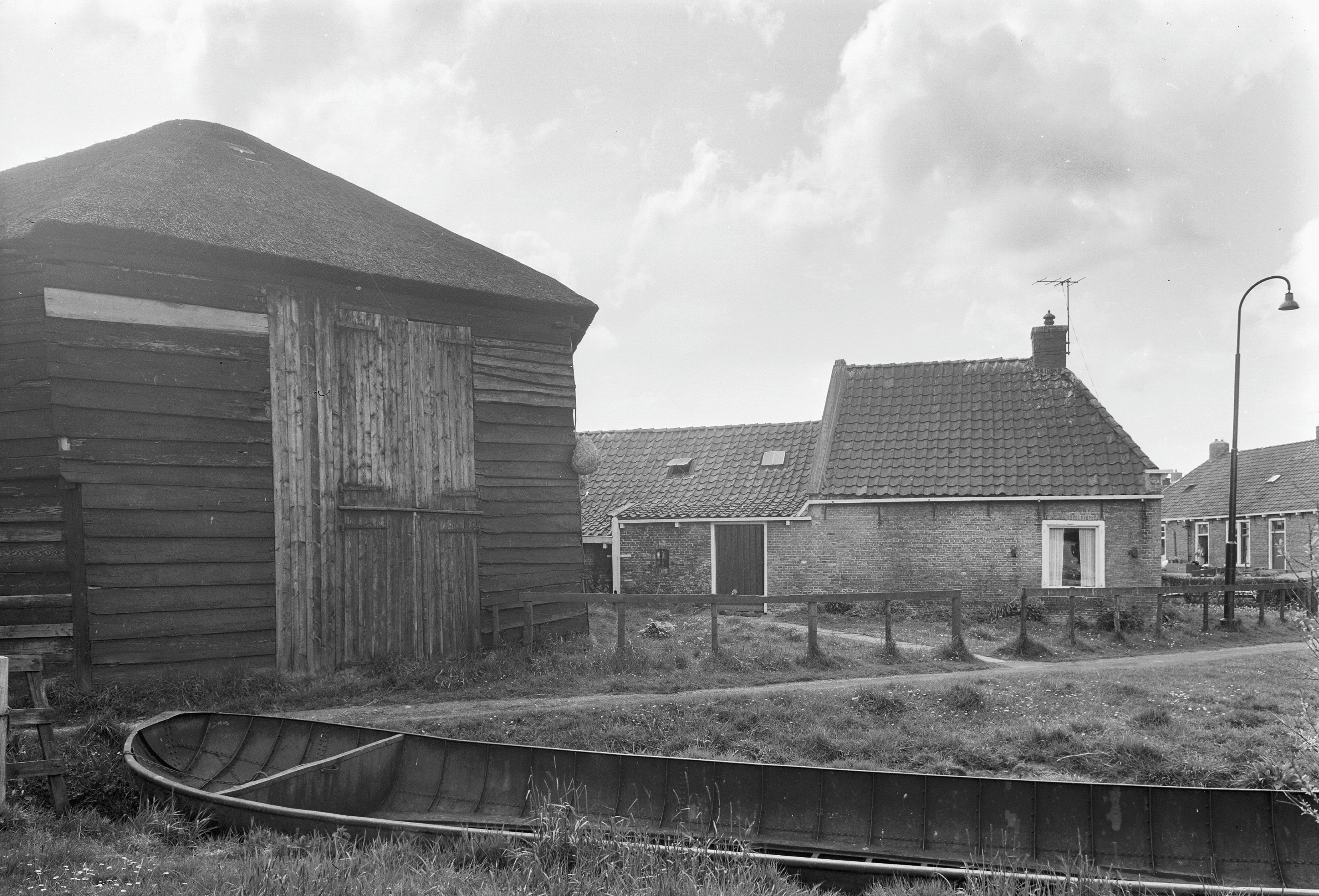
Oud-Fries langhuis te Wartena, 1967

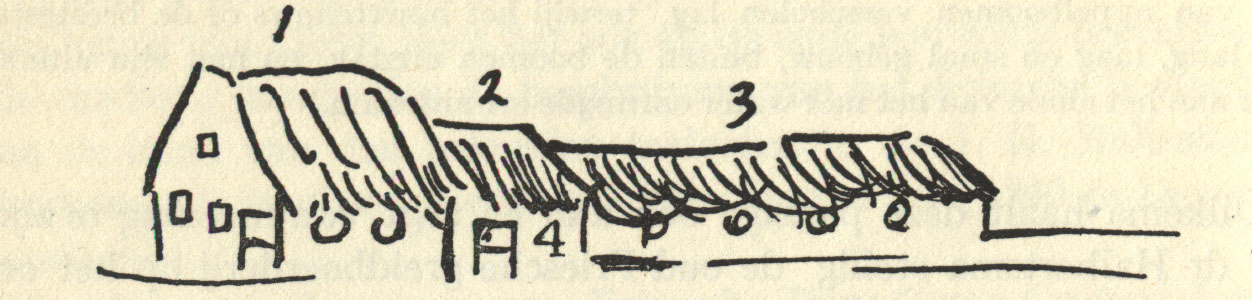
Fries langhuis getekend door Joost Hiddes Halbertsma (ca. 1850)

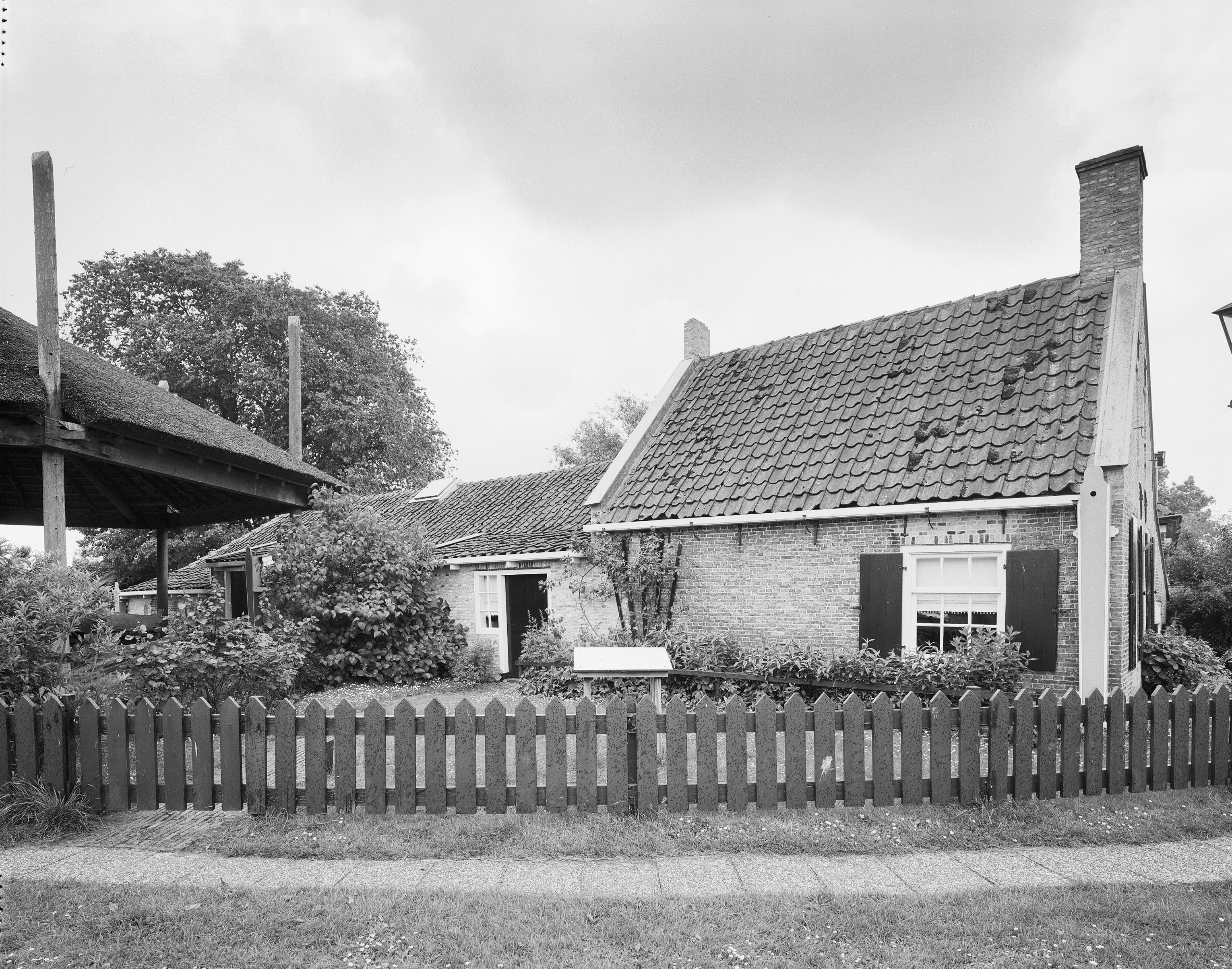
Oud-Fries langhuis te Wartena na restauratie.

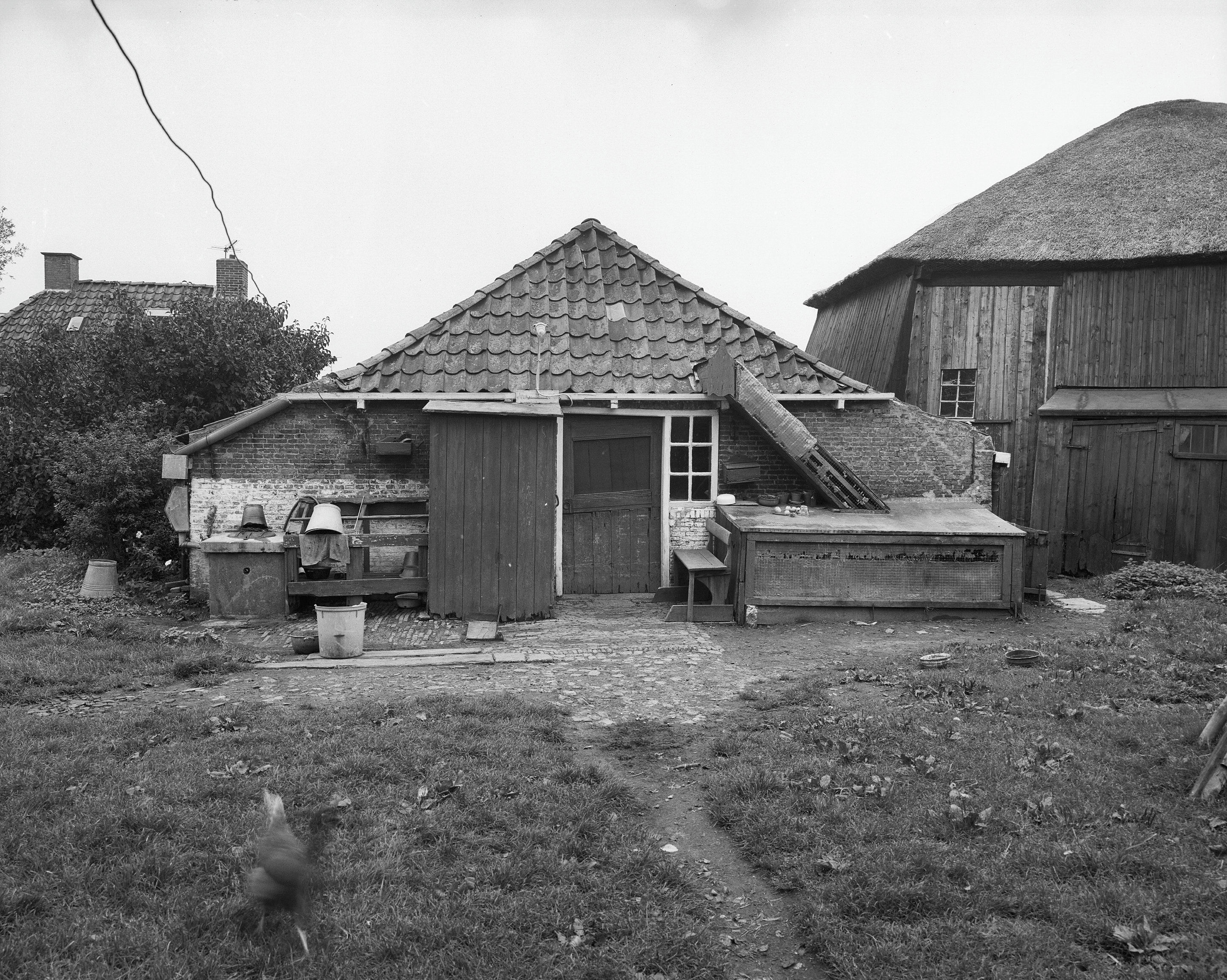
Stalgedeelte van de boerderij te Wartena, 1967

Het Friese langhuis is een historisch boerderijtype dat voorkwam in Noord-Holland, Friesland, Groningen en het Duitse kustgebied. Het wordt doorgaans gerekend tot de Noord-Nederlandse huisgroep.
Het langhuis heeft zich vermoedelijk – net als het hallenhuis – ontwikkeld uit het prehistorische en middeleeuwse woonstalhuis (Engels: byre-dwelling). Archeologen hebben dergelijke huizen niet alleen in Friesland, maar ook in Holland en Zeeland blootgelegd. Tegenhangers zijn te vinden aan de Franse Atlantische kust (maison longue of longère), Engeland (longhouse), Schotland (blackhouse), in Scandinavië en op IJsland. Ook in andere werelddelen komen langhuizen voor.
Het langhuis kenmerkte zich erdoor dat mensen en vee onder een dak leefden. In tegenstelling tot het hallenhuis, dat rondom één centrale ruimte was gesitueerd, bestond het langhuis echter uit meerdere aaneengeschakelde ruimten die met elkaar verbonden waren. Langhuis en hallenhuis waren driebeukig en hadden een doorlopend gebint. In andere streken, waar men natuursteen als bouwmateriaal gebruikte, ontbrak dit houtskelet.

## Beschrijving
De Friese langboerderij bestond gewoonlijk uit een woonhuis, een lager middendeel met een keuken en een melkruimte; daarachter een langgerekte stal met plek voor tien tot vijftig koeien. De Friese grupstal met dubbele rij koeien, steeds paarsgewijs (tussen twee stijlen) aangebonden met de koppen naar buiten geldt als het klassieke voorbeeld voor alle boerderijen van dit type. Beide rijen worden van elkaar gescheiden door een middengang met aan weerszijden een mestgoot. Op het dak was vanouds een rookkist aangebracht, waardoor de rook van het haardvuur kon ontsnappen. Naast of achter het gebouw stond een hooiberg, waar het veevoer en eventueel ook graan werden opgeslagen.
Het langhuis had doorgaans een dekbalkgebint, maar bouwhistorisch onderzoek uit verschillende provincies heeft laten zien dat het woongedeelte van het langhuis rond 1600 vaak een ankerbalkgebint had. Het gebint van het langhuis vertoont door de geringe afstand tussen de stijlen (2 tot 2,5 meter) veel overeenkomsten met het prehistorische woonstalhuis.
De Friese letterkundige Joost Hiddes Halbertsma besteedde in zijn Lexicon Frisicum (A en B) (omstreeks 1850) als eerste aandacht aan het Friese langhuis. Hij maakte een schets die de 'oude boutrant der boerenhuizen' aangeeft. Zijn tekening van toonde 'het oud-Friesche huis (...) in zijn drie afdeelingen, elk onder een afzonderlijk en lager dak', namelijk (1) woonhuis (binhús), (2) middenhuis (milhús) en (3) veestalling (bûthús).

## Geschiedenis
Over de voorlopers van het langhuis is weinig bekend. Het boerderijtype heeft zich vermoedelijk in de twaalfde of dertiende eeuw ontwikkeld uit het prehistorische woonstalhuis, waarbij men de ingegraven stijlen ging vervangen door een duurzame gebintconstructie die op stenen poeren werd geplaatst. Of er echter sprake is van continuïteit met de boerderijen uit de IJzertijd is niet zeker. Opgravingen hebben aangetoond dat in de vroege middeleeuwen vaker eenbeukige huizen (zonder zijbeuken) voorkwamen. Oudfriese wetsteksten gaan uitvoerig in op de indeling van het huis, dat onderscheiden werd in een stalgedeelte, een tussenruimte met toegangsdeur, een woongedeelte en een afzonderlijke voorraadkamer die ook wel pisel of pesel werd genoemd (uit Middenlatijn pisale 'ruimte waar gestookt kan worden'). Dit laatste woord is nog steeds in gebruik voor de pronkkamer van boerderijen in Noord-Friesland (Sleeswijk-Holstein).
Langhuizen werden tot ver in de zeventiende eeuw nieuw gebouwd, zoals ook blijkt uit een Amsterdams bouwbestek uit 1647.  Houten huizen van dit type verschijnen vaak op tekeningen van Rembrandt en andere kunstenaars uit deze periode. De overgang naar naburige boerderijtypen als de voergangboerderij in Zuid-Holland was min of meer vloeiend; de boerderijen van naburige streken onderscheidden zich vaak alleen door de afwijkende stal- of gebintvorm. Ook de houten huizen in de Zaanstreek en het Waterland ontwikkelden zich uit het langhuis, waarbij de gebinten kwamen te vervallen en de houten buitenwanden dragend werden.
Hollandse en Friese doopsgezinden introduceerden deze bouwvorm in Polen en Oekraïne, waar hun nakomelingen dit meenamen naar Noord- en Midden-Amerika. Men spreekt hier doorgaans over een housebarn. In de Wisła-delta evolueerde deze bouwvorm tot een nieuw boerderijtype, waarbij men een massief woonhuis met arcadebogen aan het langhuis toevoegde. 

## Wartena
Het laatste complete langhuis met de bijbehorende hooiberg is te vinden in het dorp Wartena in Friesland. Het gebouw is uitvoerig gedocumenteerd en daarna in een gereconstrueerde oorspronkelijke staat teruggebracht. In een aantal oudere boerderijen in de noordelijke provincies en in het Waterland zijn soms nog restanten van langhuizen te vinden.